# Hełm wz. 31

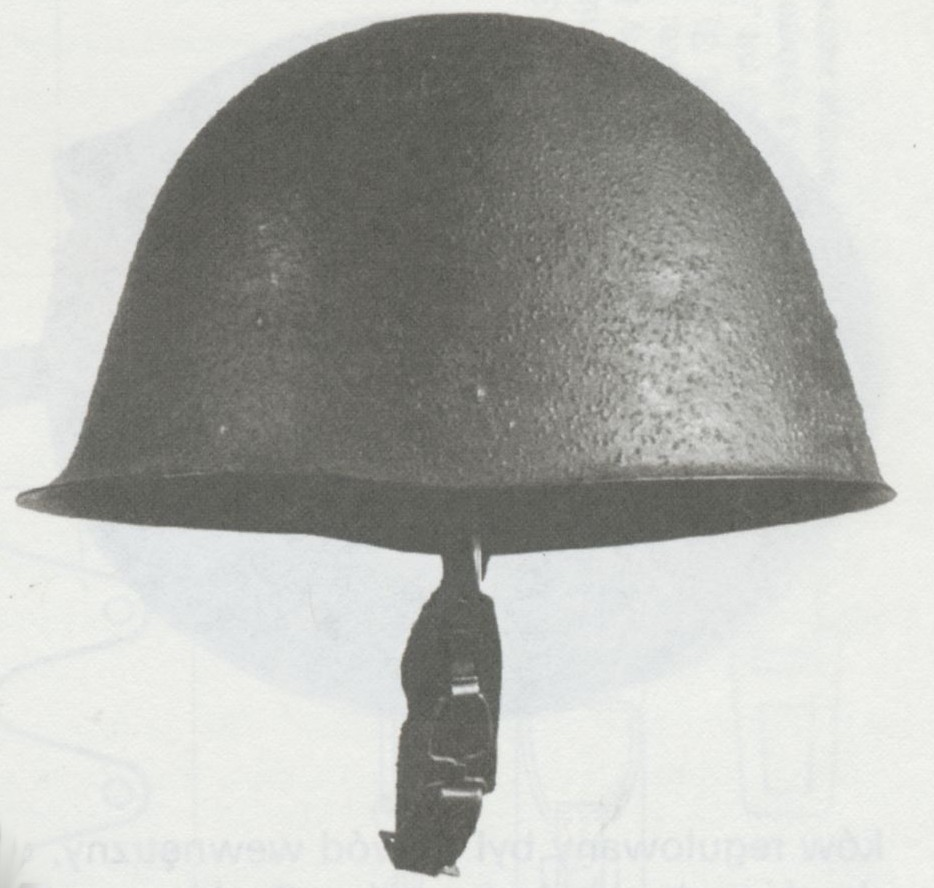
Hełm wz. 31 (lakier antyodblaskowy typu "Salamandra")

Hełm wz. 31 – polski hełm stalowy opracowany w 1931 roku. Podstawowy ogólnowojskowy hełm Wojska Polskiego w latach 1933-1939.

## Budowa

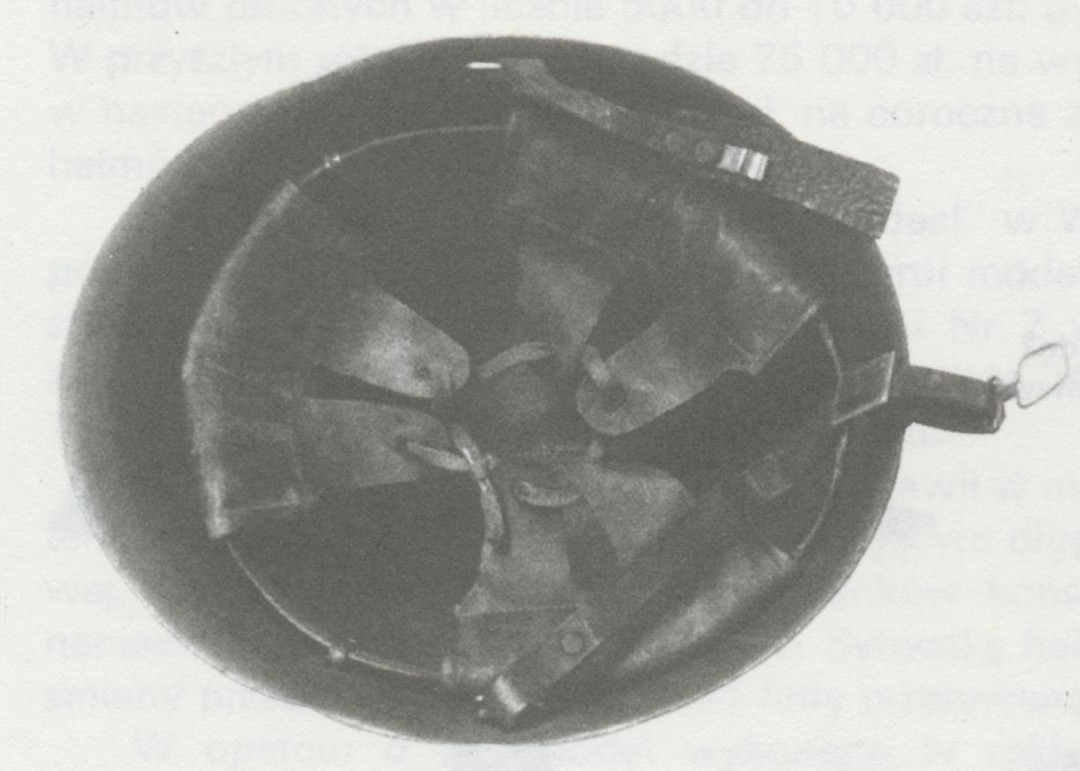
Wyposażenie wewnętrzne hełmu wz. 31

Hełm był jednoczęściowy z lekkim podcięciem i wyprofilowanym daszkiem. Pokrywany był lakierem antyodblaskowym typu „Salamandra“ lub gładkim. Występował w kolorze khaki, szarym, szaro-zielonym i granatowym (ten ostatni w oddziałach policji, w których używano także hełmów koloru khaki). Zapewniał odpowiednie zabezpieczenie przed szrapnelami, odłamkami i pociskami pistoletowymi. Masa hełmu wynosiła około 1,3 kg.

## Historia

### Opracowanie i rozpoczęcie produkcji

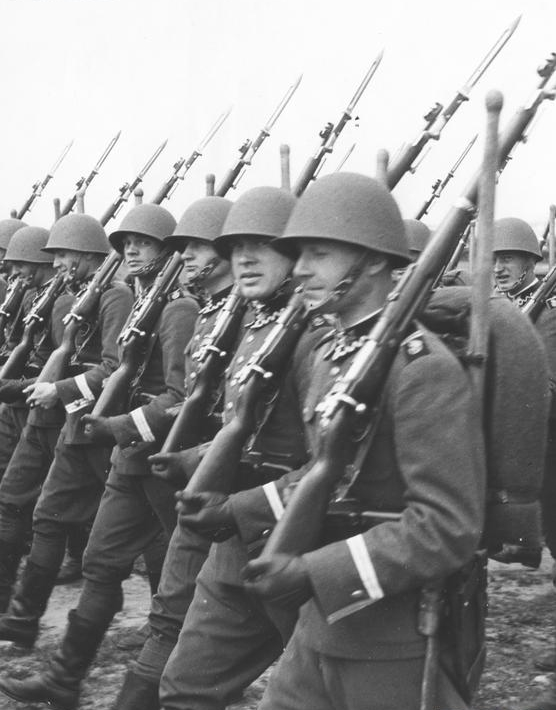
Oddział podchorążych inżynierii w hełmach wz. 31 przed defiladą z okazji święta 3 Maja w Warszawie, 1939

Do prac nad własnym wzorem hełmu polskie władze wojskowe przystąpiły już w 1919 r. i od tego czasu trwały prace koncepcyjne. Po niepowodzeniu programu hełmu wz. 28 postanowiono skorzystać z doświadczeń zagranicznych. Władze wojskowe wybrały szwedzkie zakłady „Eskilstuna Stal Pressing AB” w Eskilstuna, dokąd wysłana została specjalna komisja z Departamentu Uzbrojenia MSWojsk. w celu zdobycia informacji na temat produkcji hełmów szwedzkich. Złożone po powrocie sprawozdanie dotyczyło technologii budowy, podstawowych założeń oraz kwestii dopasowania hełmów. Zdobyte informacje pozwoliły na stworzenie głównych założeń koncepcyjnych hełmu własnej produkcji. Nowy model miał powstać na bazie hełmu wz. 30, który wyprodukowany został jedynie w partii próbnej. Przy opracowywaniu zaoferowano udzielenie za darmo przez Szwedów licencji na opatentowany model wyposażenia wewnętrznego hełmu oraz zaoferowano pomoc przy uruchomieniu produkcji. Jednak nie jest wiadomo, czy z tej pomocy skorzystano.
W 1930 r. złożono zamówienie na 300 sztuk hełmów jednego wymiaru hełmu wz. 30 z poprawkami naniesionymi po wizycie w Szwecji. Materiał na hełm miała dostarczyć Huta „Pokój”. Zamówienie złożono w zakładach „Ideal” w Wolbromiu, a projekt opracowało biuro konstrukcyjne Zbrojowni nr 2 w Warszawie. Zgodnie z projektem wykonano 300 sztuk i poddawano je próbom od grudnia 1931 r. Opracowano też specjalną mieszankę lakieru z grudkami korka (próby z trocinami, na wzór amerykański i brytyjski, nie wyszły pomyślnie). Lakier przygotowały Zakłady Przemysłowo-Chemiczne „W.Karpiński i M.Leppert” w Warszawie. Chropowatą powierzchnię, eliminującą odbicia światła, opatentowano pod nazwą „Salamandra”. Próby hełmu wypadły pomyślnie. Produkcji seryjnej podjęła się Huta „Bismarck”, gdzie przygotowywano blachy na hełmy, a tłoczenie realizowano w Hucie „Silesia”, która miała już doświadczenie w produkcji tego rodzaju (produkowała hełmy niemieckie w czasie I wojny światowej).
Pierwsze 120 sztuk serii produkcyjnej przeszło próby we wrześniu 1932 r. w Centrum Wyszkolenia Piechoty w Rembertowie. W wyniku prób wprowadzono niewielkie zmiany wymiarowe i wytrzymałościowe. Następnie władze wojskowe ogłosiły przetarg na dostawę dużej liczby hełmów. W jego wyniku podpisano umowę z Hutą „Ludwików” w Kielcach, która stała się największym producentem tych hełmów – huta zatrudniała 72 pracowników bezpośrednio przy produkcji wynoszącej 8 tysięcy hełmów miesięcznie. Blachy dostarczała huta „Baildon”. 
Złożono też zamówienie w Towarzystwie Akcyjnym Sosnowieckich Fabryk Rur i Żelaza, jednak z blachy stalowej wysokomanganowej, co było tańsze, ale powodowało, że hełmy były mniej odporne. Produkowano więc jednocześnie hełmy bardziej odporne (z blachy stalowej niklowo-chromowo-molibdenowej) i mniej odporne. Próby tej drugiej partii wykonano latem 1934 r. i zaakceptowano do produkcji.

### Użycie

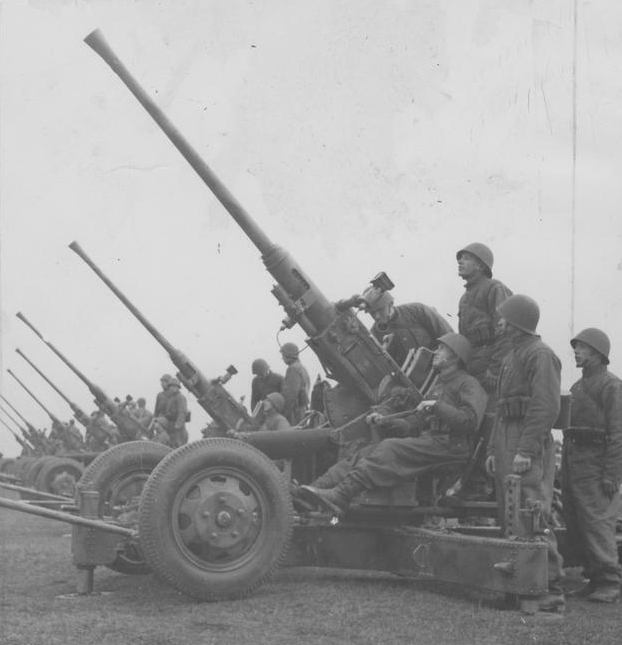
Polscy artylerzyści w hełmach wz. 31 założonymi tył na przód

Pierwsze hełmy przekazano do oddziałów w styczniu 1933 r. Hełm był używany w oddziałach piechoty i artylerii Wojska Polskiego, w Marynarce Wojennej, a także w Korpusie Ochrony Pogranicza, Straży Granicznej (specjalny model z białym orłem wz. 27 o wysokości 10 cm), Policji Państwowej oraz nielicznych oddziałach Obrony Narodowej. 
W artylerii hełmy noszono daszkiem do tyłu, by ułatwić sobie obserwację i obsługę celowników. Prawdopodobnie hełmy wz. 31 eksportowane były także do Hiszpanii i Persji (brak oficjalnych źródeł potwierdzających ten fakt). 
Łącznie do września 1939 r. wyprodukowano ich około 320 tysięcy sztuk.

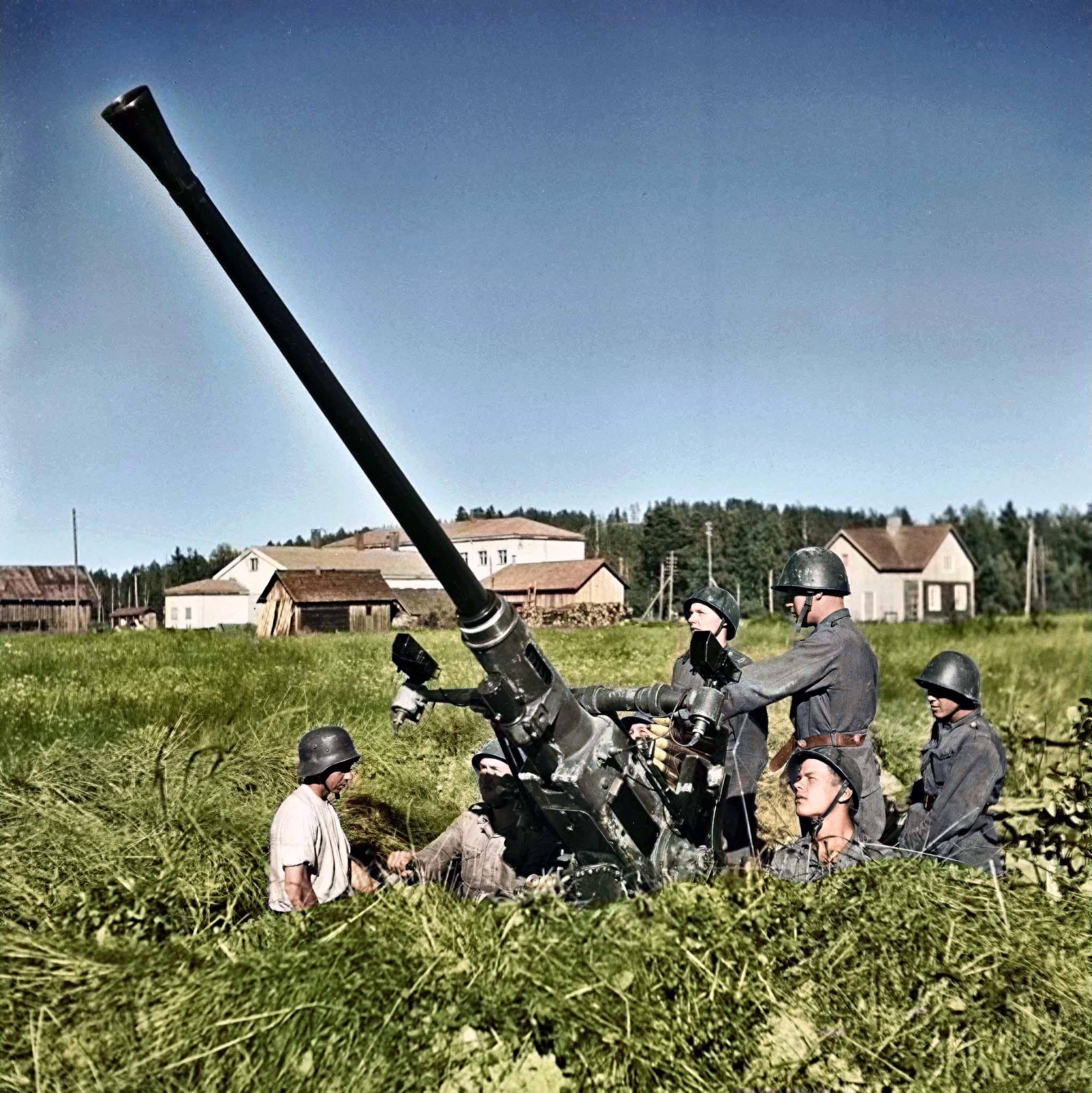
Fińscy artylerzyści w polsich hełmach wz. 31 obsługujący 40 mm armatę przeciwlotniczą Bofors, 28 lipca 1944

W czasie wojny Niemcy część zdobycznych polskich hełmów wz. 31 przekazali swoim oddziałom  Luftschutzu (cywilna obrona przeciwlotnicza) oraz 1000 sztuk wysłali do Finlandii (wojna zimowa). Także żołnierze Armii Czerwonej używali sporadycznie zdobycznych polskich hełmów. Szacuje się, że w obce ręce trafiło ok. 200 tys. sztuk hełmów wz. 31. 

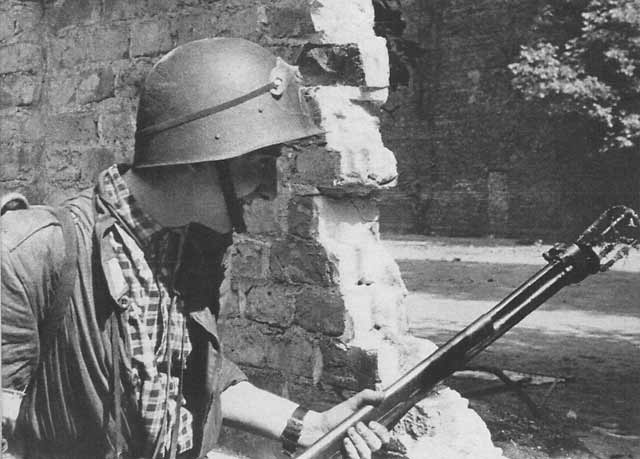
Powstaniec warszawski w hełmie wz. 31 z grupy szturmowej Batalionu Ruczaj uzbrojony w miotacz ognia typu K przed akcją na Małą PAST-ę

W czasie okupacji wielu partyzantów polskiego podziemia oprócz zdobycznych niemieckich hełmów Stahlhelm używało także hełmów wz. 31.  
Po wojnie hełmy wz. 31 trafiły na wyposażenie Ludowego Wojska Polskiego oraz występowały sporadycznie w różnych polskich oddziałach paramilitarnych. Były to hełmy (właśc. dzwony) wyprodukowane jeszcze przed wojną a znalezione na placu Huty „Ludwików”. Hełmy te wprowadzono na uzbrojenie jako wz. 31/50 i od pierwowzoru różniły się gładkim malowaniem w kolorze zielonym, posiadały również odmienny fasunek oraz dodatkowe nity. Istniała także wersja dla straży pożarnej wyposażona w grzebień. 
Produkowany w czasach PRL hełm wz. 67 swoim kształtem nawiązywał do przedwojennego wz. 31, początkowo miano go nawet malować przeciwodblaskowym lakierem „Salamandra”, z pomysłu tego jednak zrezygnowano.